# The Great Ray Charles
Albums de Ray Charles
Ray Charles
(1957) Yes Indeed!
(1958)
The Great Ray Charles est le deuxième album de l'artiste RnB Ray Charles sorti en 1957 par le label Atlantic Records. Une réédition de l'album est sorti en 1990. Elle contient six des huit titres de l'album The Genius After Hours.

## Liste des titres

### Version originale
Face A
1. The Ray (Quincy Jones) – 4:00
2. My Melancholy Baby (Ernie Burnett, George A. Norton) – 4:20
3. Black Coffee (Sonny Burke, Paul Webster) – 5:32
4. There's No You (Tom Adair, Harold Hopper) – 4:47

Face B
1. Doodlin' (Horace Silver) – 5:54
2. Sweet Sixteen Bars – 4:07
3. I Surrender Dear (Harry Barris, Gordon Clifford) – 5:08
4. Undecided (Sid Robin, Charlie Shavers) – 3:40

### Réédition de 1990
Toutes les chansons ont été écrites par Ray Charles sauf celles indiquées.
1. Dawn Ray – 5:03
2. The Man I Love (George Gershwin, Ira Gershwin) – 4:26
3. Music! Music! Music! (Bernie Baum, Stephen Weiss) – 2:53
4. Black Coffee (Burke, Webster) – 5:43
5. The Ray (Jones) – 3:55
6. I Surrender Dear (Barris, Clifford) – 5:08
7. Hornful Soul – 5:29
8. Ain't Misbehavin' (Harry Brooks, Andy Razaf, Fats Waller) – 5:40
9. Joy Ride – 4:39
10. Sweet Sixteen Bars – 4:06
11. Doodlin' (Silver) – 5:53
12. There's No You (Adair, Hopper) – 4:49
13. Undecided (Robin, Shavers) – 3:40
14. My Melancholy Baby (Burnett, Norton) – 4:22

## Personnel
- Ray Charles - Chant, piano
- The Ray Charles Orchestra - Instrumentation
- Jerry Wexler et Ahmet Ertegün - Producteur